# Walidah Imarisha
Walidah Imarisha é uma escritora estadounidense, ativista, educadora e artista de spoken word reconhecida por ter cunhado o termo "ficção visionária". 

## Percurso

### Escrita
Imarisha é coeditora, junto com Adrienne Maree Brown, de Octavia's Brood: Science Fiction Stories From Social Justice Movements,  título inspirado na escritora de ficção científica Octavia Butler. Também coeditou Another World Is Possible, primeira antologia lançada em resposta aos ataques de 11 de setembro de 2001. 
Imarisha é autora da coleção de poesia Scars/Stars (Drapetomedia, 2013) e do livro de não-ficção sobre questões de justiça criminal, Angels with Dirty Faces: Dreaming Beyond Bars (AK Press/IAS, 2016), que venceu o Oregon Book Award for Creative Nonfiction em 2017. Integrou a dupla de poesia Good Sista/Bad Sista e participou do segundo álbum da banda punk porto-riquenha Ricanstruction, Love and Revolution. Seus textos foram incluídos também em Total Chaos: The Art And Aesthetics of Hip Hop, Letters From Young Activists, Daddy, Can I Tell You Something, Word Warriors: 35 Women Leaders in the Spoken Word Revolution, The Quotable Rebel, Near Kin: A Collection of Words and Art Inspired by Octavia Butler, Joe Strummer: Punk Rock Warlord, Stories for Chip: A Tribute to Samuel R. Delany, and Life During Wartime: Resisting Counterinsurgency.
Imarisha também foi uma das fundadoras e a primeira editora da publicação política de hip hop AWOL Magazine. Atuou no conselho editorial da Revista National Turn Turn e foi diretora e coprodutora do documentário sobre o Katrina Finding Common Ground, em Nova Orleans.

#### "Ficção visionária"
Imarisha e Brown, coeditoras de Octavia's Brood, descrevem o termo "ficção visionária" da seguinte maneira: 
"Sempre que tentamos imaginar um mundo sem guerra, sem violência, sem prisões, sem capitalismo, estamos fazendo um exercício de ficção especulativa. Assim como na ficção científica, ativistas lutam incansavelmente para criar e visualizar outro mundo, ou muitos outros mundos possíveis." 
"Acreditamos que a ficção científica radical deveria, na verdade, ser chamada de ficção visionária, já que ela se alimenta de experiências da vida real (...) para criar maneiras inovadoras de entender o mundo ao nosso redor, vislumbra novos mundos possíveis e nos ensina novos caminhos de relacionamento entre as pessoas. A ficção visionária trabalha com a nossas imaginação e coração, e conduz as nossas ações como ativistas." 

### Docência
Walidah Imarisha foi docente no Programa de Escrita e Retórica da Universidade de Stanford, no Mestrado em Estudos Críticos da Pacific Northwest College of Arts, no Departamento de Estudos Negros da Universidade Estadual de Portland,  no Departamento de Estudos da Mulher, Sexualidade e Gênero da Universidade Estadual de Oregon e no departamento de Inglês da Southern New Hampshire University. Viajou por  todo o Oregon durante seis anos como pesquisadora do Projeto Oregon Humanities's Conversation discutindo tópicos como a história da população negra no Oregon, alternativas ao encarceramento e a história do hip hop. 

### Ativismo
Walidah fez parte do Central Committee for Conscientious Objectors durante seis anos e ajudou a fundar a Human Rights Coalition, um grupo de famílias de prisioneiros e ex-prisioneiros que possui três núcleos na Pensilvânia.